# Ambassade de France en Australie
L'ambassade de France en Australie est la représentation diplomatique de la République française auprès du Commonwealth d’Australie. Elle est située à Canberra, la capitale du pays, et son ambassadeur est, depuis 2023, Pierre-André Imbert.

## Ambassade
L'ambassade est située au 6 Perth avenue, à Yarralumla, un important quartier à 3,5 km du centre de Canberra, qui, à lui seul, regroupe plus d'une trentaine d'ambassades. Elle ne comporte pas de section consulaire, les consulats généraux sont situés à Melbourne et Sydney,.

## Histoire
La chancellerie ainsi que la résidence de l'ambassadeur ont été réalisées par l'architecte parisien Jean Desmarets. Amorcé en 1957, l'édifice est inauguré le 19 mars 1959. L'ensemble du mobilier, de la vaisselle et des objets d'art vient de France : porcelaine de Sèvres, tapisseries des Gobelins ou d'Aubusson, mobilier Boulle. L'ambassade de France est la seule mission diplomatique à avoir érigé un monument aux morts australiens de la Première Guerre mondiale sur son site. Il a été inauguré en 1961, rendant ainsi hommage aux 313 814 soldats australiens engagés aux côtés des alliés et aux 46 000 d'entre eux qui ont péri au front.

## Ambassadeurs de France en Australie
| Date de nomination | Date de nomination | Fin de mission | Ambassadeur              |
| ------------------ | ------------------ | -------------- | ------------------------ |
| 1944               |                    | 1949           | Pierre Augé,             |
| 1949               |                    | 1952           | Gabriel Padovani         |
| 1952               |                    | 1955           | Louis Roché              |
| 1955               |                    | 1960           | Renaud Sivan             |
| 1960               |                    | 1963           | Philippe Monod           |
| 1963               |                    | 1967           | Francois Brière          |
| 1967               |                    | 1971           | André Favereau           |
| 1971               |                    | 1975           | Gabriel Van Laethem (d)  |
| 1975               |                    | 1978           | Albert Tréca (d)         |
| 1978               |                    | 1981           | Pierre Carraud (d)       |
| 1981               |                    | 1985           | Jean-Bernard Mérimée     |
| 1985               |                    | 1988           | Bernard Follin (d)       |
| 1988               |                    | 1991           | Roger Duzer (d)          |
| 18 février 1991    | [ JORF 1 ]         | 1995           | Philippe Baude (d)       |
| 20 mars 1995       | [ JORF 2 ]         | 2000           | Dominique Girard (en)    |
| 18 janvier 2000    | [ JORF 3 ]         | 2003           | Pierre Viaux (d)         |
| 4 juin 2003        | [ JORF 4 ]         | 2005           | Patrick Hénault (d)      |
| 21 septembre 2005  | [ JORF 5 ]         | 2008           | François Descoueyte (d)  |
| 20 mai 2008        | [ JORF 6 ]         | 2011           | Michel Filhol (d)        |
| 14 octobre 2011    | [ JORF 7 ]         | 2014           | Stéphane Romatet         |
| 27 juin 2014       | [ JORF 8 ]         | 2017           | Christophe Lecourtier    |
| 20 avril 2017      | [ JORF 9 ]         | 2020           | Christophe Penot         |
| 15 septembre 2020  | [ JORF 10 ]        | 2023           | Jean-Pierre Thébault (d) |
| 20 décembre 2023   | [ JORF 11 ]        | auj.           | Pierre-André Imbert      |

## Relations diplomatiques
Si les premières expéditions françaises vers l'Australie ont commencé à la fin du XVIIIe siècle, c'est surtout à partir des années 1830 que des Français commencent à s'installer dans ce lointain pays. De quelque 500 en 1850, ils passent à 2500 en 1871, après la découverte de mines d'or. Le premier accord entre la France et l'Australie date de 1854. Mais dès 1836, le roi Louis-Philippe Ier crée le premier consulat d'Australie, à Sydney. Ouvert en 1842, il sera « concurrencé » en 1854 par le consulat de Melbourne. L'implantation française se poursuit durant la seconde moitié du XIXe siècle.
Les soldats australiens ayant combattu en France aux côtés des alliés durant la Première Guerre mondiale ont largement participé, lors de leur retour au pays, à la diffusion de la culture française auprès de leurs compatriotes.
Durant la Seconde Guerre mondiale officient en parallèle deux représentants de la France, un au nom du gouvernement de Vichy, l'autre pour la France libre. Ce dernier crée la délégation française à Canberra en juillet 1944. Pierre Augé est nommé ambassadeur par le gouvernement provisoire du général de Gaulle en décembre 1944.
En septembre 2021, le président de la République Emmanuel Macron demande le rappel des ambassadeurs de France aux États-Unis et en Australie, dans le contexte de la « crise des sous-marins australiens » provoquée par l'abandon brutal de la part du gouvernement australien du programme d'équipement de sa marine en sous-marins d'attaque conventionnels conçus par Naval Group suivant un contrat conclu en 2016.

## Consulats
Les consulats généraux de France en Australie sont situés à Melbourne et Sydney. Il existe en outre six consuls honoraires situés à :
- Adélaïde (Australie-Méridionale)
- Brisbane (Queensland)
- Cairns (Queensland), agence franco-allemande
- Darwin (Territoire du Nord)
- Hobart (Tasmanie), agence franco-allemande
- Perth (Australie-Occidentale)

### Communauté française
Le nombre de Français établis en Australie est estimé à 75 000, dont les deux tiers possèdent la double nationalité. Au 31 décembre 2016, seulement 25 267 Français sont inscrits sur le registre consulaire de Sydney, dont environ 8 700 binationaux. Cette communauté est le résultat de plusieurs vagues d'immigration qui se sont produites depuis 1950. Les Français sont majoritairement installés dans les métropoles de Sydney et Melbourne. À ces résidents s'ajoutent 22 000 jeunes, dans le cadre du programme « Visa vacances travail ».
| 2001  | 2002   | 2003   | 2004   |
| ----- | ------ | ------ | ------ |
| 9 838 | 11 556 | 13 921 | 13 503 |

| 2005   | 2006   | 2007   | 2008   |
| ------ | ------ | ------ | ------ |
| 14 270 | 17 312 | 14 442 | 15 291 |

| 2009   | 2010   | 2011   | 2012   |
| ------ | ------ | ------ | ------ |
| 16 004 | 15 821 | 18 323 | 19 104 |

| 2013   | 2014   | 2015   | 2016   |
| ------ | ------ | ------ | ------ |
| 20 670 | 22 539 | 24 284 | 25 267 |

### Circonscriptions électorales
Depuis la loi du 22 juillet 2013 réformant la représentation des Français établis hors de France avec la mise en place de conseils consulaires au sein des missions diplomatiques, les ressortissants français d'une circonscription recouvrant l'Australie, Fidji et la Papouasie-Nouvelle-Guinée élisent pour six ans cinq conseillers consulaires. Ces derniers ont trois rôles : 
1. ils sont des élus de proximité pour les Français de l'étranger ;
2. ils appartiennent à l'une des quinze circonscriptions qui élisent en leur sein les membres de l'Assemblée des Français de l'étranger ;
3. ils intègrent le collège électoral qui élit les sénateurs représentant les Français établis hors de France. Afin de respecter la représentativité démographique, un délégué consulaire est élu pour compléter ce collège électoral.

Pour l'élection à l'Assemblée des Français de l'étranger, l'Australie appartenait jusqu'en 2014 à la circonscription électorale de Sydney, comprenant l'ensemble des États de l'Océanie (sauf Palaos) et désignant trois sièges. L'Australie appartient désormais à la circonscription électorale « Asie-Océanie » dont le chef-lieu est Hong Kong et qui désigne neuf de ses 59 conseillers consulaires pour siéger parmi les 90 membres de l'Assemblée des Français de l'étranger.
Pour l'élection des députés des Français de l’étranger, l'Australie dépend de la 11e circonscription.

## Délégation de la Nouvelle-Calédonie
Au début du mois d'octobre 2010, le gouvernement de la Nouvelle-Calédonie finalise avec le ministère des Affaires étrangères à Paris le processus de recrutement de « représentants consulaires », ou « délégués » (au début 2011 pour le premier, puis en 2018 pour les quatre autres, à travers des épreuves écrites et un grand oral), de formation (d'un an, de septembre 2011 à septembre 2012 pour le premier puis de juin 2018 à juin 2019 pour les quatre suivants, à l'IEP de Paris en partenariat avec le Quai d'Orsay), puis de positionnement (à partir de novembre 2012 et finalement de juillet-septembre 2019). Ceux-ci sont chargés de porter la voix propre de la Nouvelle-Calédonie dans les cinq ambassades françaises en Océanie (en Australie, en Nouvelle-Zélande, au Vanuatu, en Papouasie-Nouvelle-Guinée et aux Fidji), comme prévu par l'Accord de Nouméa.
La première nomination d'un de ces « délégués » auprès de l'ambassade de France en Australie se fait le 14 janvier 2019, le premier titulaire de ce poste étant ainsi Yves Lafoy. La délégation siège dans le bâtiment où est implantée l'ambassade, au 6 Perth avenue du quartier de Yarralumla, à Canberra.
Les « délégués de la Nouvelle-Calédonie en Australie » ont été successivement : 
| De   | A    | Délégué    |
| ---- | ---- | ---------- |
| 2019 | auj. | Yves Lafoy |